# Acroporium strepsiphyllum
Acroporium strepsiphyllum là một loài Rêu trong họ Sematophyllaceae. Loài này được (Mont.) B.C. Tan mô tả khoa học đầu tiên năm 1992.